# Prädd
Prädd var ett varumärke för ett vegetabiliskt gräddersättningsmedel i pulverform lanserat av AB Sunco (ett dotterbolag till Astra) år 1966. Produkten blev särskilt uppmärksammad när Björn Gillberg i början av 1970-talet visade i TV att det gick att använda den som tvättmedel. Prädd försvann därefter från marknaden.
I ett radioprogram (SR P1) på 90-talet[källa behövs] sade en man (som sade sig varit med då) att Gillbergs son också var med vid TV-inspelningen, men att sonen skulle ha sagt "Men pappa, det blev ju inte rent!". Sonens uttalande redigerades bort. Resultatet blev att Prädd försvann, oavsett om det dög som tvättmedel eller ej.

## Fotnoter
1. ↑  Annons i Svenska Dagbladet 27 maj 1966
2. ↑  Håkan Hydén och Minna Gillberg (2003). ”Legal and Governing Strategies”. Individual and Structural Determinants of Environmental Practice. sid. 130,131. ISBN 0-7546-3217-2